# Herman Dahlbäck
Herman Dahlbäck, švedski veslač, * 7. marec 1891, † 20. julij 1968.
Dahlbäck je bil član švedskega četverca s krmarjem široke gradnje, ki je na Poletnih olimpijskih igrah 1912 v Stockholmu osvojil srebrno medaljo. Na istih igrah je veslal tudi v švedskem osmercu, ki je bil izločen v četrtfinalu. 